# 遠州鉄道天竜営業所
遠州鉄道天竜営業所（てんりゅうえいぎょうしょ）は、かつて存在した遠州鉄道（遠鉄バス）の営業所の一つであり、浜松市、磐田市内の一部を管轄していた。2020年9月30日浜松東営業所に統合。
かつては他の営業所と同様に広い構内を有していたが、統合時は小規模な営業所だった。かつての構内の一部は遠鉄ストア天竜店となっている。
山東（やまひがし）バス停が併設され、所管路線の他に、浜松市自主運行バスの北遠本線、熊・大白木線も発着する。

## 沿革
- 二俣営業所として開設[いつ?]
- 2012年6月6日 - 営業所が遠鉄ストア天竜店内に移設される。
- 2019年10月1日 - 浜松市自主運行バス阿多古線で西鹿島駅 -山東の区間が廃止になり、遠鉄タクシー委託によるデマンドバスに転換。また北遠本線が浜松市自主運行バスに転換され水窪タクシーによる運行にそれぞれ変更[1]。
- 2020年9月30日 - 浜松東営業所に統合され、車庫に格下げ。

## 浜松東営業所への統合時の所管路線

### 早出線
- ２ 浜松駅 - 県総合庁舎 - 柳通り - 早出上公園 - 上島駅東 - イオンモール浜松市野
- 笠井上町発は担当なし

### 笠井線
- 75：浜松駅 - 労災病院 - 宮竹 - 上石田 - 笠井上町 （- 南中瀬 - 西鹿島駅 - 二俣仲町 - 天竜区役所 - 山東）
- 76：浜松駅 - 労災病院正門 - 宮竹 - 上石田 - 笠井上町(平日日中7-15時の下りのみ)
  - 山東発着は天竜営業所のみの管轄であるが、西鹿島駅発着は浜松東営業所も担当している。
  - 山東発着便は、どの時間帯でも75労災病院経由で運行される。
  - かつて山東発着は、79 中瀬線という笠井線とは別の路線であった。
  - 2000年代中盤の方向幕更新前は浜松駅行きの方向幕は「70 西鹿島駅 笠井 浜松駅」だった。現在は「70 子安 浜松駅」である。尚、山東行きは昔から「70 笠井 二俣 山東」であったが、LED車は「70 子安・笠井 西鹿島 山東」である。

### 内野台線
- 61：浜松駅 - 上島 - 有玉団地 - 内野台一丁目 - 内野台車庫（ - サンストリート浜北）

### 磐田天竜線
- 30：磐田駅 - 加茂川 - 平松 - 天竜二俣駅 - 山東
- 30：磐田駅 - 加茂川 - ららぽーと磐田 - 平松 - 天竜二俣駅 - 山東
- 30：山東→天竜二俣駅→平松→北高校前→加茂川→磐田駅
  - 磐田駅-ららぽーと磐田の区間便は磐田営業所担当便のみである。天竜営業所の担当便はない。
  - かつては福田天竜線で福田方面との磐田駅通過系統であった。
  - 福田天竜線となる前は二中線という路線名であった。これは天竜市（現在の浜松市天竜区）二俣町と磐田市中泉の頭文字からとっていた。
  - 以前は二俣駅前ロータリーへ乗り入れる便と乗り入れない便があったが、現在は下り全便がロータリーに乗り入れ、上りは乗り入れていない。
  - 大昔は平松下から松之木島を経由して豊岡線を経由し栗下付近で現ルートに合流する便が僅かながら存在した。
  - 昭和50年代前半には浜松から加茂川を経由して二俣方面に向かう便も存在した。

### 蒲線
- 74：浜松駅 - 遠州病院前 - 労災病院 - 丸塚町 - 中田町 - イオンモール浜松市野
- 77：浜松駅 - 遠州病院前 - 労災病院 - 丸塚町 - 東海染工 - イオンモール浜松市野 - さぎの宮 - 笠井上町
- 78：浜松駅 - 遠州病院前 - 労災病院 - 丸塚町 - 下石田南 - 産業展示館

### 高台線
- 41：浜松駅 - ゆりの木通り - 市役所南 - 和合町 - 葵町 - 開成中学入口 - ファイブガーデンズ - 花川運動公園

### 鹿島線
- （厚生会 - ）西鹿島駅 - 二俣仲町 - 山東
  - 時刻表等では鹿島線が存在しているが、遠鉄バス路線図上では鹿島線は存在しない。（上記の区間は秋葉線になっている。）
  - 秋野不矩美術館入口 - 二俣仲町 - 山東 間は、磐田天竜線系統と路線が重複している。
  - 路線図に鹿島線が存在していた頃は、上記の他に西鹿島駅 - 西鹿島自動車学校（遠鉄西鹿島自動車学校→遠鉄浜北自動車学校に改称後2003年に廃校）行きがあった。

### 秋葉線
- 厚生会 - 西鹿島駅 - 山東 - 秋葉橋 - （秋葉神社 - ）春野車庫 - 春野協働センター
- 厚生会 - 西鹿島駅 - 山東 - 秋葉橋 - （秋葉神社 - ）春野車庫
  - かつては60 秋葉線として浜松駅 - 日赤病院前（現:遠鉄ストアフードワン高林店） - 上島 - 二俣 - 山東 - 秋葉神社 - 春野車庫のバスが運行されていた。また、この系統は一部の便のみが西鹿島駅へ乗り入れしていた。
  - 当路線の秋葉神社バス停は下社である。
  - 長らく下一桁が「0」の幹線系統で唯一廃止された系統であったが、現在は笠井高台線の70も下りは廃止（上りは現存）されている。なお60番台は61 内野台線のみ残存している。
  - 浜松東営業所の車両で「西鹿島駅　山東　春野高校」という方向幕が残っている。
- 唐沢 → 横山車庫 → 山東 → 西鹿島駅 → 厚生会 （朝1便のみ）
  - 唐沢発厚生会行きのみの運行。以前は北遠本線の扱いだったが同路線の水窪タクシーへの移管に伴い秋葉線扱いに変更。
  - 浜松市自主運行バスへの移管時に北遠本線のバス停としては廃止された月停留所が秋葉線のバス停としては存続している。
  - 下記の秋葉神社上社系統と同じく秋葉山東部ではなく秋葉山西部を通る。

このほか、季節便として秋葉神社上社系統が運行されている。山東以北は秋葉山東部を通る定期便と異なり、唐沢始発便や水窪タクシー北遠本線と同じ経路（ただし直通につき当系統は山東以北の途中バス停には不停車）で秋葉山西部を通るが北遠本線が遠鉄による運行だった当時より秋葉線の扱いとなっている。
- 西鹿島駅 - 二俣仲町 - 山東 - （直通） - 秋葉神社上社
  - この系統は西鹿島駅 - 山東では通常の路線バスと同じく各バス停で乗降でき[2]、山東 - 秋葉神社上社は直通運転となる。
  - 直通運転区間では音声合成による観光案内が流れる。
  - 秋葉神社上社で乗降した場合には距離の関係上どのバス停で乗降した場合でも通常運賃で支払う場合は上限運賃[3]となる。

### 上島イオン市野線
- イオンモール浜松市野 - 上島駅東

## 方向幕
- かつて担当便が存在した磐田市立病院福田線の遠州ふくで荘・豊浜発の磐田駅行きのバスの方向幕は本来なら、「10 磐田駅」だが、天竜営業所のバスには「10 磐田駅」の幕が無いため、磐田天竜線で使われる「30 磐田駅」という幕を使っていたが、2005年からは番号なしの「磐田駅」という幕を使っていた。
- 西鹿島駅発の山東行きでも「西鹿島駅 二俣 山東」の方向幕を使用した。
- 厚生会行きは清竜中学発車若しくは通過時に「西鹿島駅 天竜病院 厚生会」から「天竜病院 厚生会」に幕を変更していた。
- 2000年代中盤の方向幕更新まで、かつての「48 和合西山」や「西鹿島駅 自動車学校」、「60 日赤 浜松駅」などの方向幕が残っていた。
- 2012年4月に「30 ららぽーと 磐田駅」「30 ららぽーと 二俣山東」「二俣山東 秋葉山 春野協働センター」を追加した。
- かつての北遠本線の方向幕は、50km近い長距離路線であるにもかかわらず、遠鉄に移管された当時、水窪町行きはジェイアール東海バス時代と同じく前幕も横幕も「水窪町」のみであった。その後、回転幕式の前幕は「二俣 山東 水窪町」、横幕は「二俣山東→瀬尻→西渡→水窪町」で、路線廃止時のLED式幕車は水窪町以外が変化していた。西鹿島駅行は、回転幕式車は前幕も横幕も「西鹿島駅」のみ、路線廃止前のLED式幕車の橫幕は「西渡→瀬尻→山東→西鹿島駅」で、西鹿島駅以外が変化していた。

## 車両
- 天竜営業所のバスは、当時浜松駅 - 春野車庫間の直通運転（60秋葉線）等の長距離路線があった為か、他の営業所のバスの運賃表が幕式であった中、昭和50年代後半には既に無券から50番まで表示出来る電光式の運賃表が装備されていた。
- 旧・天竜営業所の所管路線を走るバスは、山道を走るため、ツーステップバスにもバックモニターが設置されており、冬は雪が降ることがあるので、車内に雪道のチェーンが備えている。（細江営業所と同様）
- 天竜営業所にはオムニバスが入れない路線があるため、遠鉄の営業所では唯一、オムニバス車内の車番表示の営業所名の所に「天竜営業所　オムニ」とオムニバスである旨の表記がなされていた。なお、ワンステップ・ツーステップは他の営業所と同じく「天竜営業所」のみの表示となっていた。
- 天竜営業所は、QKG-MP35FPの導入が開始されるまでは遠鉄では唯一三菱ふそう製車輛が新車で納入されたことがなく、そもそもふそう製車輛はワンステップバスを除けば転属してきた数台しかなかった。そのため、三菱ふそうを最も多く導入している遠鉄では最も三菱ふそう率が低い上、現在では新製時から当営業所に配置されている長尺ワンステップ、QKG-MP35FPのみの配置である。
- 天竜営業所のバスは、2000年代前半までは日野自動車製のみであった。閉所時は大半が日野自動車製で、いすゞ少数、ふそう数台という構成だった。
- 2008年?に日野ブルーリボンのKC-HU2PPCEの89号車が故障廃車となったが、これは遠鉄でははじめて廃車されたオムニバスだった。なお、KC-HU2PPCEは当営業所以外の車両も含め既に全廃されている。
- エアロスターKC-MP747Mの102号車の転出、ブルーリボンシティKL-HU2PPEEの173号車の廃車により、2014年に遠鉄の営業所では唯一大型超低床バスのない営業所となっていたが、2015年にエルガQPG-LV234N3の927号車が導入[4]されて再び大型超低床バスが復活した。なお、927号車導入前時点では一般路線バス車両としてはコムニ（中型ロング超低床、レインボーHR）・大型長尺ワンステップと1台だけ残存する大型標準尺ツーステップ（KC-HT2MMCA、7E）のみで構成されていた。
- この他、自主運行バスをはじめとする限定運用で中型ワンステップ車（エルガミオPA-LR234J1）が3台存在したが、これらは中型ツーステップ車の全廃に伴いこの3台は遠鉄で唯一の中型9m級車両となった。（2017年8月現在、417号車は廃車されて2台となった。）
- 同じく限定運用で中型ツーステップ車も存在したが、こちらはマイクロバスに置き換えられ、運行方式も変更された。